# Lohovo
Lohovo je naselje v občini Bihać, Bosna in Hercegovina. 

## Deli naselja
Bijelo Brdo, Donje Lohovo, Gornje Lohovo, Jezerine, Lohovo, Otoka in Relića Draga. 

## Prebivalstvo
| Pregled števila prebivalcev po letih | Pregled števila prebivalcev po letih | Pregled števila prebivalcev po letih | Pregled števila prebivalcev po letih | Pregled števila prebivalcev po letih | Pregled števila prebivalcev po letih |
| ------------------------------------ | ------------------------------------ | ------------------------------------ | ------------------------------------ | ------------------------------------ | ------------------------------------ |
| 1948                                 | 1953                                 | 1961                                 | 1971                                 | 1981                                 | 1991                                 |
| -                                    | -                                    | -                                    | 432                                  | 594                                  | 706                                  |

| Narodna sestava prebivalstva po letih                                                                                       | Narodna sestava prebivalstva po letih                                                                                        | Narodna sestava prebivalstva po letih                                                                                         |
| --- | --- | --- |
| 1971 | 1981 | 1991 |
| . skupaj: 432 Srbi 411 (95,13 %) Hrvati 21 (4,86 %) Muslimani 0 (0,00 %) Jugoslovani 0 (0,00 %) drugi in neznano 0 (0,00 %) | . skupaj: 594 Srbi 526 (88,55 %) Hrvati 11 (1,85 %) Muslimani 5 (0,84 %) Jugoslovani 48 (8,08 %) drugi in neznano 4 (0,67 %) | . skupaj: 706 Srbi 640 (90,65 %) Muslimani 33 (4,67 %) Hrvati 13 (1,84 %) Jugoslovani 19 (2,69 %) drugi in neznano 1 (0,14 %) |